# Ле Бра, Габриель
Габриель Ле Бра (фр. Gabriel Le Bras; 23 июля 1891, Пемполь, Кот-дю-Нор, Бретань — 18 февраля 1970, Париж) — французский историк, правовед, один из основоположников социологии религии. 

## Образование
Учился в Реннском университете (1908—1911) и Парижском университете (1911—1914).

## Карьера
В 1922—1929 годах — профессор Страсбурского университета.
С 1929 года — профессор, в 1959—1962 годах — декан юридического факультета Парижского университета.
В 1931—1964 годах возглавлял отделение религиозных наук в Практической школе высших исследований, с 1948 года — там же отделение социально-экономических наук.
В 1947—1968 годах — президент Французского социологического общества и Общества церковной истории.

## Научное наследие
Работы посвящены истории юриспруденции и основам церковного права, истории средневековых церковных институтов, религиозной социологии. Обратившись к изучению религиозности на эмпирическом уровне, анализировал исторические источники и юридические документы католических епархий и приходов, начиная с эпохи Меровингов вплоть до первой трети XX века, с целью создания религиозной (католической) карты Франции с указанием отдельных приходов, округов, епархий. Выделенные критерии для описания различных аспектов «религиозной жизни» — «прямота веры», то есть система религиозных взглядов и степень их ортодоксальности, общественные нравы и участие в культовой практике — позднее были применены в работе «Церковные институты средневекового христианства».
Отождествляя «религиозность» и «церковную практику»,  показал социальный срез религиозных установок и верований, взаимосвязь «церковной активности» и «социальной стратификации».

### Значение
Труды Ле Бра и его школы (А. Десрош, Ф. Изамбер, Ж. Метр, Э. Пула и др.), в которых разрабатывались методология религиозных исследований, типология и критерии религиозности, оказали значительное влияние на становление социологии религии во Франции и за её пределами.

## Сочинения
- Introduction а̀ l’histoire de la practique religieuese en France. — Vol. 1—2. — P., 1942—1945.
- Études de sociologie religieuse. — Vol. 1—2. — P., 1955—1956.
- Institutions ecclésiastique de la chrétienté médiéval. — Vol. 1—2. — P., 1959—1964.
- Aspects de la sociologie française. — P., 1966. (В соавторстве).